# Andrij Biba
Andrij Biba (Russisch:  Андрей Андреевич Биба, Oekraïens: Андрій Андрійович Біба) (Kiev, 10 augustus 1937) is een voormalig voetballer en trainer uit Oekraïne. Voor het uiteenvallen van de Sovjet-Unie werd zijn naam steevast in het Russisch geschreven als Andrej Biba.

## Biografie
Hij begon zijn carrière bij Dinamo Kiev en won daar drie keer de landstitel en twee keer de beker mee. In 1966 werd hij uitgeroepen tot voetballer van het jaar. Op 4 juli 1965 speelde hij zijn enige interland in een vriendschappelijke wedstrijd tegen het Brazilië van Pelé.
In 1968 ging hij voor Dnjepr Dnjepropetrovsk spelen. In 1970 beëindigde hij zijn carrière bij Desna Tsjernigov. In 1972 begon hij als assistent-trainer van Dinamo Kiev. Na zijn trainerscarrière werd hij nog scout voor Dynamo Kiev.